# 何叔衡故居

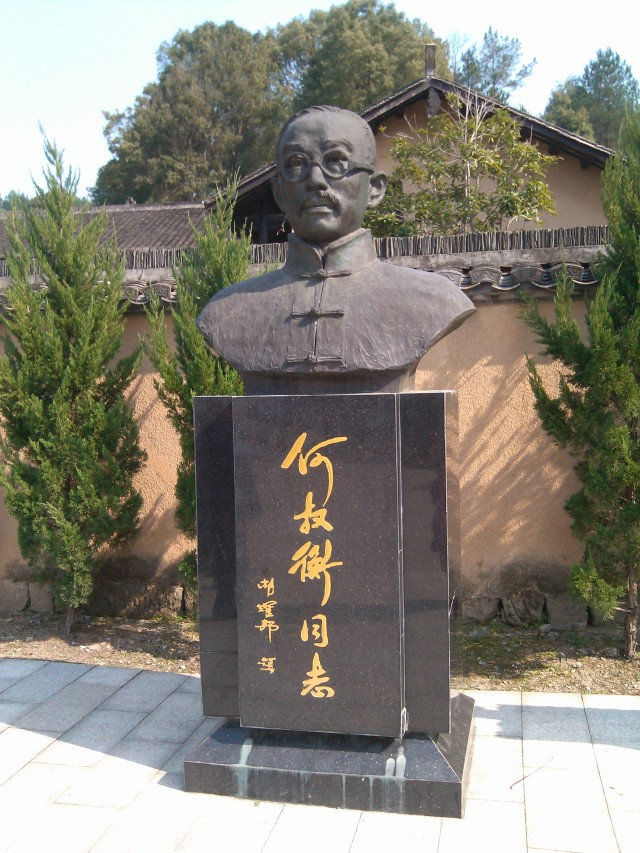
何叔衡銅像。

何叔衡故居（かしゅくこうこきょ）は、中華民国の革命家の何叔衡の生家である。湖南省長沙市の南西の寧郷市沙田郷に位置する。敷地面積は2600m2。土木構造。部屋が全部で10間ある。

## 歴史
- 1876年5月27日、何叔衡はこの地で産まれ、幼児期、少年期、青年期時代を過ごした。
- 1902年、何叔衡が学を求めて家を出る。
- 1972年、沙田郷人民政府が故居を修復した。9月1日、湖南省人民政府は故居を省級文物保護単位に認定した。湖南省の作家の廖沫沙が「何叔衡烈士故居」と直筆の扁額を贈った[2]（現在は初代中国共産党中央委員会総書記胡耀邦が書いた「何叔衡同志故居」の金文字横額が掲げられている[3]）。
- 2006年5月30日、長沙市委副秘書長易鳳葵が故居を参詣した[4]。

## 周辺建築
- 謝覚哉故居
- 恵同廊橋